# Jerslev (parochie)
Jerslev is een parochie van de Deense Volkskerk in de Deense gemeente Brønderslev. De parochie maakt deel uit van het bisdom Aalborg en telt 2191 kerkleden op een bevolking van 2048 (2004). Historisch hoorde de parochie tot de herred Børglum. In 1970 werd het deel van de gemeente Brønderslev.
De parochiekerk dateert oorspronkelijk uit de 12e eeuw. Het schip en het koor zijn de oudste delen. Onder de witte pleisterlaag zitten de granietblokken waarmee de kerk is gebouwd. De toren is later toegevoegd. 
Agersted · Aså · Brønderslev · Dorf · Dronninglund · Hallund · Hellevad · Hellum · Hjallerup · Jerslev · Melholt · Mylund · Ørum · Øster Brønderslev · Øster Hjermitslev · Serritslev · Stenum · Tise · Tolstrup · Voer